# Auguste Fierens
 Auguste Gust Fierens, né le 14 juillet 1892 à Anvers en Belgique et mort le 19 septembre 1958,, est un footballeur international belge qui joue au poste de half back (ou demi) droit.
Il remporte trois fois le championnat de Belgique en 1922, en 1924 et 1925 avec le Beerschot AC.
Il dispute le 28 mars 1920 au Parc des Princes, un match amical avec l'équipe de Belgique contre la France (défaite, 2-1).
Auguste est le frère d'André Fierens, également footballeur du Beerschot et international.

## Statistiques

### En club
| Saison                | Club                  | Championnat             | Championnat | Championnat | Coupe(s) nationale(s) | Coupe(s) nationale(s) | Total | Total |
| Saison                | Club                  | Division                | M.          | B.          | M.                    | B.                    | M.    | B.    |
| 1912-1913             | Beerschot VAC         | Division d'Honneur (D1) | -           | -           | -                     | -                     | 0     | 0     |
| 1913-1914             | Beerschot VAC         | Division d'Honneur (D1) | -           | -           | -                     | -                     | 0     | 0     |
| 1919-1920             | Beerschot VAC         | Division d'Honneur (D1) | -           | -           | -                     | -                     | 0     | 0     |
| 1920-1921             | Beerschot VAC         | Division d'Honneur (D1) | -           | -           | -                     | -                     | 0     | 0     |
| 1921-1922             | Beerschot VAC         | Division d'Honneur (D1) | -           | -           | -                     | -                     | 0     | 0     |
| 1922-1923             | Beerschot VAC         | Division d'Honneur (D1) | -           | -           | -                     | -                     | 0     | 0     |
| 1923-1924             | Beerschot VAC         | Division d'Honneur (D1) | -           | -           | -                     | -                     | 0     | 0     |
| 1924-1925             | Beerschot VAC         | Division d'Honneur (D1) | -           | -           | -                     | -                     | 0     | 0     |
| Sous-total            | Sous-total            | Sous-total              | 145         | 5           | -                     | -                     | 145   | 5     |
| 1925-1926             | KVV Lyra              | Promotion B (D2)        | -           | -           | -                     | -                     | 0     | 0     |
| 1926-1927             | KVV Lyra              | Division 1 (D2)         | -           | -           | -                     | -                     | 0     | 0     |
| Sous-total            | Sous-total            | Sous-total              | -           | -           | -                     | -                     | 0     | 0     |
| Total sur la carrière | Total sur la carrière | Total sur la carrière   | 145         | 5           | -                     | -                     | 145   | 5     |

### En sélections nationales
| Saison                | Sélection             | Phases finales        | Phases finales | Phases finales | Matchs amicaux | Matchs amicaux | Total | Total |
| Saison                | Sélection             | Compétition           | M              | B              | M              | B              | M     | B     |
| --------------------- | --------------------- | --------------------- | -------------- | -------------- | -------------- | -------------- | ----- | ----- |
| 1919-1920             | Belgique              | -                     | -              | -              | 1              | 0              | 1     | 0     |
| Total sur la carrière | Total sur la carrière | Total sur la carrière | -              | -              | 1              | 0              | 1     | 0     |

### Matchs internationaux
| Matchs internationaux d'Auguste Fierens, | Matchs internationaux d'Auguste Fierens, | Matchs internationaux d'Auguste Fierens,           | Matchs internationaux d'Auguste Fierens, | Matchs internationaux d'Auguste Fierens, | Matchs internationaux d'Auguste Fierens, | Matchs internationaux d'Auguste Fierens, | Matchs internationaux d'Auguste Fierens, |
| #                                        | Date                                     | Lieu                                               | Adversaire                               | Résultat                                 | Compétition                              | Club                                     | Notes                                    |
| ---------------------------------------- | ---------------------------------------- | -------------------------------------------------- | ---------------------------------------- | ---------------------------------------- | ---------------------------------------- | ---------------------------------------- | ---------------------------------------- |
| 1                                        | 28 mars 1920                             | Stade-vélodrome du Parc des Princes, Paris, France | France                                   | D 1 - 2                                  | Match amical                             | Beerschot VAC                            | Titulaire.                               |

## Palmarès

### En club
|  |  | Beerschot VAC - Championnat de Belgique (3) : - Champion : 1922, 1924 et 1925 |